# Chalus, Puy-de-Dôme

Chalus este o comună în departamentul Puy-de-Dôme, Franța. În 1 ianuarie 2022 avea o populație de 181 de locuitori.